# El Senbellawein
El Senbellawein (arabisch السنبلاوين, DMG as-Sinbillāwain) ist eine Stadt  in Ägypten innerhalb des Gouvernement ad-Daqahliyya mit ca. 114.000 Einwohnern.

## Bevölkerungsentwicklung
| Zensusjahr | Einwohnerzahl |
| ---------- | ------------- |
| 1996       | 72.824        |
| 2006       | 86.786        |
| 2018       | 113.717       |